# 希格登 (密蘇里州)
希格登（英語：Higdon）是位於美國密蘇里州麥迪遜縣的非建制地區。

## 歷史
希格登的郵局於1895年設立，其後於1942年停運。

## 地理
希格登所處的海拔為高於海平面256米（即840英呎），而該地所採用的時區為UTC-6，即北美中部時區（CST）。同時該地設有夏令時間，為UTC-6調快一小時，即UTC-5（CDT）。